# شونگوپووی (آریزونا)
شونگوپووی (به انگلیسی: Shongopovi) یک منطقهٔ مسکونی در ایالات متحده آمریکا است که در شهرستان ناواهو، آریزونا واقع شده‌است. شونگوپووی ۴٫۱۳ کیلومتر مربع مساحت و ۶۳۲ نفر جمعیت دارد و ۱٬۹۳۳ متر بالاتر از سطح دریا واقع شده‌است.